# Новософиевка (Николаевская область)
Новософиевка (укр. Новософіївка) — село в Снигирёвском районе Николаевской области Украины.
Население по переписи 2001 года составляло 559 человек. Почтовый индекс — 57374. Телефонный код — 5162.

## Местный совет
57370, Николаевская обл., Снигирёвский р-н, с. Баратовка, ул. Капитана Агеенка, 3